# Cravagliana
Cravagliana je italská obec v provincii Vercelli v oblasti Piemont.
K 31. prosinci 2011 zde žilo 276 obyvatel.

## Sousední obce
Balmuccia, Cervatto, Fobello, Rimella, Rossa, Sabbia, Valstrona (VB), Varallo, Vocca